# Embalse de Guri
El embalse de Guri es el embalse más grande de Venezuela y por extensión y volumen es el segundo cuerpo lacustre más grande del país, sólo superado por el lago de Maracaibo. El embalse o lago Guri se encuentra localizado en el estado Bolívar. Formado y delimitado por la presa de Guri, donde se encuentra la Central Hidroeléctrica "Simón Bolívar".
Este sistema hidroeléctrico suministrado por el río Caroní represado en el lago Guri, es posible debido al volumen de agua almacenado, así como al caudal promedio del sistema fluvial Caroní-Paragua, que aporta un promedio de casi 5000 m³/s, debido a la intensidad de las lluvias en la cuenca alta de ambos ríos, donde se registran precipitaciones superiores a los 3000 mm. Las precipitaciones son intensas entre los meses de mayo, junio, julio, agosto, septiembre, octubre, diciembre y enero, mientras que el volumen escaso que aporta el río en la temporada de sequía extrema de febrero a abril, es compensado por el represamiento de estas aguas en la presa de Guri, lo que en promedio asegura un volumen turbinado de agua para generación de electricidad de unos 4800 m³/s.

## Historia
El embalse Guri, debe su origen a la construcción en el río Caroní de la Represa de Guri. La historia del Guri comienza con el Plan de Electrificación Nacional de 1947, que comenzó a elaborarse cuando Rómulo Betancourt era presidente de la Junta Revolucionaria de Gobierno y se terminó durante el gobierno de Raúl Leoni. Las obras se iniciaron en 1963, siendo responsable de su ejecución la empresa (EDELCA) Electrificación del Caroní  (hoy integrada en Corpoelec) filial de la Corporación Venezolana de Guayana (CVG). Comenzó a funcionar parcialmente en 1968 y se culminaron las obras en 1976.
Esta central hidroeléctrica es la segunda mayor de América, pudiendo considerarse la primera entre las que se encuentran en un solo país, ya que la de Itaipú se encuentra entre Brasil y Paraguay. La  primera central eléctrica, con diez unidades de generación y una capacidad total instalada de 2065 MW, empezó a funcionar comercialmente en 1978. En 1985 se construyó una segunda casa de máquinas para alojar otras diez unidades de generación de 730 MW cada una. Con ello la capacidad total de la planta se elevó a 10 000 MW. La instalación tiene tres subestaciones de alta tensión que operan a 800 kV, 400 kV y 230 kV, todas ellas con configuración de interruptor y medio. La central suministra al mercado eléctrico venezolano en promedio 45 000 GWh de energía.

## Ubicación
Este cuerpo de agua se encuentra ubicado entre las coordenadas 6 grados 50 minutos y los 7 grados 51 minutos de latitud Norte. El embalse forma parte de los municipios Angostura (Antiguo Raúl Leoni) y Piar del estado Bolívar, entidades territoriales locales que comparten casi a partes iguales su cuerpo de agua, en una frontera común de un poco más de 100 kilómetros que, de forma irregular, sigue el antiguo cauce del río Caroní, donde este curso fluvial tenía una anchura máxima de 800 metros. Transversalmente el espejo de agua en su parte más extendida alcanza los 40 kilómetros.

## Dimensiones geográficas
Entre los años 1985 y 1986 el lago Guri alcanzó su nuevo perímetro y superficie de su espejo de agua, que en la temporada lluviosa alcanza los 4.250 kilómetros cuadrados. Antes de su última etapa.
Guri se encuentra ubicado entre las coordenadas 6 grados 50 minutos y los 7 grados 51 minutos de latitud Norte. Forma parte de los municipios Angostura y Piar del estado Bolívar, entidades territoriales locales que comparten casi a partes iguales su cuerpo de agua, en una frontera común de un poco más de 100 kilómetros, que de forma irregular sigue el antiguo cauce del río Caroní, donde este curso fluvial tenía una anchura máxima de 800 metros. Entre los años 1985 y 1986 Guri alcanzó su nuevo perímetro y superficie de su espejo de agua, de 4.250 kilómetros cuadrados. Antes de su última etapa, que elevó la presa del embalse a la cota 272 metros sobre el nivel del mar, el lago tenía una superficie máxima de apenas 750 kilómetros cuadrados. La altitud promedio es de 266 metros sobre el nivel del mar y cuando llega a los 271 metros de altitud, Corpoelec (del departamento de Operaciones) abre las compuertas (aliviaderos) de la Represa en la Central Simón Bolívar. El mínimo histórico registrado por el lago en su cota sobre el nivel del mar ocurrió el año 2003 cuando se ubicó a una altitud 243,5 metros sobre el nivel del mar.

## Represa del Guri
La represa de concreto tiene una longitud de 1300 metros y tuvo una altura inicial de 215 metros en su primera etapa en 1978. La represa fue elevada en su segunda etapa, la cota máxima llega a 272 metros sobre el nivel del mar,  cuenta con un aliviadero de 3 canales que permite la salida del exceso de agua en la época de lluvias (mayo a octubre).  concluida su segunda etapa inaugurada en su totalidad el 8 de noviembre de 1986 por el presidente de la República Jaime Lusinchi en cadena nacional de radio y televisión.

## Uso doméstico e industrial
El lago Guri además de su uso primario como fuente de energía hidroeléctrica está siendo utilizado desde la década de los 90 como reservorio de agua potable para el consumo humano e industrial de las ciudades de Upata y Ciudad Bolívar, a las cuales les aporta a sus plantas de potabilización y tratamiento de agua un volumen promedio de 3 mil litros por segundo, según datos aportados por la empresa de aguas Hidrobolívar. La aducción Guri Ciudad Bolívar, localizada al noroeste del embalse, surte de agua a más de 300 mil personas que habitan en la capital del estado Bolívar, igualmente a un conjunto de industrias pequeñas y medianas. Mientras que en Upata la población servida por el acueducto Guri-Chiripón-Santa Rosa, son de unas 80 mil personas. El agua del lago Guri es baja en sales, de un pH alto, ligeramente dulce al gusto y en ocasiones turbia. A pesar de su enorme volumen, el lago Guri no se ha utilizado para la creación de sistemas agrícolas de riego, aunque en algunos sectores del espejo de agua se localizan tomas particulares para pequeñas unidades de producción agrícola. En cualquier caso, de su volumen medio apenas el 0,1 por ciento del embalse tiene un uso distinto al hidroeléctrico.

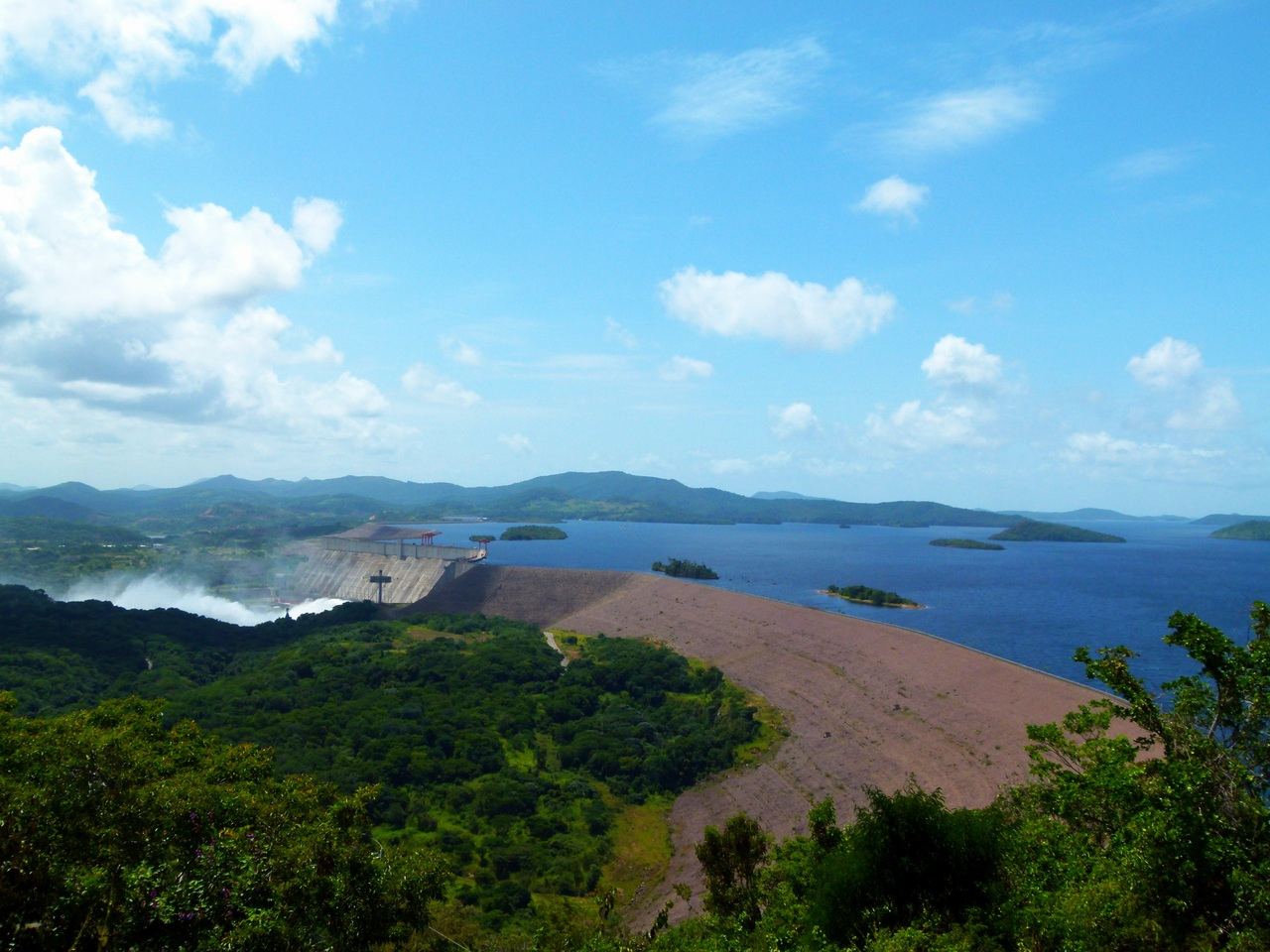
Vista de la Represa y el Embalse en 2012

## Clima
La precipitación promedio de la subregión del Lago Guri varía entre los 1200 mm en las sabanas bajas y serranías del municipio Piar y Angostura y los 2500 mm en la región contigua a San Pedro de las Bocas El Plomo. El clima en el lago al Norte es el propio de las sabanas tropicales, con máximas diurnas en torno a los 33 °C, mínimas de 21 °C y promedio de 26 °C, más al sur en la zona de contacto con las regiones selváticas del Caroní Medio y el Paragua la temperatura es ligeramente más fresca, con máximas promedios de 32 °C, mínimas de 21 °C y promedio de 25 °C.

## Geología
El lago Guri está enclavado en la zona más antigua del país, con una edad de 3500 millones de años, correspondiente al precámbrico, muchas de sus áreas tienen una alta fragilidad ecológica, a nivel de sus suelos, corrientes fluviales, bosques naturales, manto vegetal de sabana, existencia de especies animales en peligro de ser expulsadas o extinguidas de sus territorios de vida. Al norte del lago se encuentra la denominada Falla de Guri, la cual pasa por el Cañón del Nekuima, sitio donde se levanta la Central Hidroeléctrica Simón Bolívar. Este accidente tectónico divide la Provincia Geológica de Imataca, rica en hierro y bauxita, de la Provincia de Pastora Yuruari, rica en recursos auríferos y cuarzo, al norte de El Manteco el lago entra en contacto con la Formación Carichapo, más al sureste en la región de El Manteco San Pedro de Las Bocas y El Plomo el lago se vincula con la Formación Supamo.

## Islas
El embalse o lago artificial del Guri, posee una serie de islas creadas como consecuencia de la elevación de las aguas en espacios montañosos donde sólo sobresalen los picos. Estas van desde islas pequeñas de 1 hectárea (0,01 km²) hasta mucho mayores con más de 1000 hectáreas (10 km²).
Entre ellas se encuentran:
- Isla Capuchinos[3]
- Isla de Crucerito[3]
- Isla Corozo
- Isla El Padre
- Isla El Corozo
- Isla Guachito
- Isla Charra Arriba
- Isla Charra Abajo
- Isla Marati
- Isla No Juegues
- Isla El Bojote
- Isla Marta
- Isla Moriche
- Isla de Morocoto
- Isla Monagas
- Isla Sabana
- Isla Peñas Negras[1]
- Isla Relámpago[1]
- Isla Santa Elena

## Aguas y fauna
Este embalse o lago artificial de Guri está conformado por la unión de las aguas provenientes de los dos cursos fluviales más importantes de la Cuenca del Caroní, como lo son el río Paragua y el propio río Caroní. Estas corrientes forman parte de las denominados ríos de aguas negras por su color superficial oscuro, con un pH de 4 a 5, generada por la presencia ácidos húmicos, pobres en nutriente, limitada vida piscícola, que obligó a la introducción de peces exóticos en sus aguas con el pavón "Cichla temensis" como principal especie sembrada en el lago, con muy pocos sedimentos en suspensión, aunque esta última característica ha variado debido a la alteración provocada en la cuenca por la actividad minera y la deforestación.
Otras especies piscícolas presentes en el lago son la aymara, el coporo, la guitarrilla, sardinetas. Las aves más abundantes el guanaguanare o gaviotín, golondrinas, garzas blancas, carrao, cari cari, tiranos cola de golondrina, patoguire, loros, pericos, entre éstos el carasucia y el popuí.